# Тадеуш Вжащик
Тадеуш Влодзімеж Вжащик (пол. Tadeusz Włodzimierz Wrzaszczyk; 12 вересня 1932, Ченстохова — 1 червня 2002, Варшава) — польський комуністичний політик і державний діяч, віцепрем'єр ПНР у 1975—1980 роках, член Політбюро ЦК ПОРП у 1980 році. Грав видатну роль у господарському керівництві за правління Едварда Герека. Інтерновано при воєнному стані. Відомий також як інженер-автомобілебудівник.

## Інженер-технократ
Народився в ченстоховському районі Страдом. У 1954 році закінчив інженерний факультет Варшавської політехніки. З 1956 року працював інженером на автомобілебудівних підприємствах. У 1962—1965 роках — головний інженер на варшавському автозаводі FSO. У другій половині 1960 років Тадеуш Вжащик очолював державне Об'єднання автомобільної промисловості.
На цій посаді Вжащик відвідував Італію, з липня 1970 року вів переговори з керівництвом FIAT про спільне виробництво «народного автомобіля в Польщі». Під час страйку на підприємствах FIAT Вжащик брав участь у переговорах з представниками Італійської компартії щодо його припинення. Домовленості досягнуто на умовах переходу польського футболіста Збігнева Бонека в італійську команду Ювентус. Результатом став запуск у виробництво моделі Polski Fiat на основі Fiat 126. Значна частина цих автомобілів надійшла до Громадянської міліції ПНР.
Тадеуш Вжащик перебував в урядущій комуністичній ПОРП. Вважався представником «технократичного крила» компартії.

## Партійно-урядовий керівник
У грудні 1970 року Тадеуша Вжащика призначено міністром машинобудівної промисловості в уряді Петра Ярошевича. З жовтня 1975 року Вжащик — заступник голови Ради міністрів і голова урядового Комітету економічного планування (польський аналог Держплану). Зберіг ці посади в уряді Едварда Бабюха, який змінив Ярошевича у лютому 1980 року. У 1976—1980 роках був депутатом сейму ПНР, перебував у депутатському клубі ПОРП.
Вжащик був однією з ключових постатей в економічному керівництві ПНР. Входив до ближнього кола першого секретаря ЦК ПОРП Едварда Герека. Вжащик активно проводив гереківську політику соціального маневрування, засновану на підвищенні доходів населення звдяки залученню іноземних субсидій і кредитів. Проєкт «польського фіата» був важливим елементом цієї політики.
У лютому 1980 року Вжащика кооптовано у вищий орган партійно-державної влади — Політбюро ЦК ПОРП.

## Інтерновання
У серпні 1980 року, на тлі глибокої соціально-політичної кризи та масових протестів, Тадеуша Вжащика знято з урядової посади та виведено зі складу ЦК. Нові керівники на чолі зі Станіславом Канею та Войцехом Ярузельським поклали на Вжащика частину відповідальності за «негативні явища». Відсунутий від політичного процесу, у конфронтації ПОРП з рухом Солідарність Вжащик участі не брав. Рішенням IX з'їзду ПОРП у липні 1981 року Тадеуша Вжащика виключено з партії.
13 грудня 1981 року, при введенні воєнного стану, Вжащика інтерновано у складі групи з 37 колишніх керівників. В офіційній заяві його названо п'ятим: після Герека, Ярошевича, Грудзеня та Лукашевича, серед тих, хто «несе відповідальність за кризу».

## Звинувачення, амністія, смерть
У грудні 1982 року звільнено з табору інтернування. Проте прокуратура ПНР висунула йому кримінальні звинувачення: невиконання інвестиційних планів, які мали силу закону, свідома дезінформація сейму й уряду про економічне становище, фінансові махінації зі спеціальними чеками на купівлю «польських фіатів». Вжащик не визнавав своєї провини, покладаючи всю відповідальність за господарські провали на партійно-політичне керівництво. У результаті судовий процес не відбувся, оскільки у 1984 році уряд Ярузельського оголосив амністію.
Останні двадцять років Тадеуш Вжащик прожив на пенсії як приватна особа. У політиці не брав участі, з публічними заявами не виступав. Помер незадовго до свого 70-річчя.